# Glenochrysa
Glenochrysa is een geslacht van insecten uit de familie van de gaasvliegen (Chrysopidae), die tot de orde netvleugeligen (Neuroptera) behoort.

## Soorten
- G. conradina (Navás, 1910)
- G. franzeni Kimmins, 1952
- G. gloriosa (Navás, 1931)
- G. guangzhouensis X.-k. Yang & C.-k. Yang, 1991
- G. hopkinsi (Esben-Petersen, 1928)
- G. insularis Hölzel, 1991
- G. irregularis (Banks, 1910)
- G. marmorata (Needham, 1909)
- G. ohmi Hölzel & Duelli, 2001
- G. opposita (McLachlan, 1863)
- G. principissa (Navás, 1915)
- G. regularis (Banks, 1910)
- G. splendida (Van der Weele, 1909)
- G. tillyardi New, 1980
- G. zeylanica (Banks, 1913)